# Dejan Đurđević
Dejan Đurđević (in serbo Дejaн Ђуpђeвић?; Lazarevac, 4 luglio 1967) è un allenatore di calcio ed ex calciatore serbo, fino al 2003 jugoslavo ed al 2006 serbo-montenegrino, di ruolo centrocampista, Commissario tecnico della nazionale Under-20 cinese e ad interim della nazionale cinese.

## Palmarès

### Allenatore

#### Competizioni nazionali
- Coppa dell'Uzbekistan: 1

Paxtakor: 2011